# Kåre Aasgaard
Kåre Nikolai Aasgaard (Drammen, 2 novembre 1933 – Oslo, 19 marzo 2025) è stato un calciatore norvegese, di ruolo portiere.

## Carriera

### Club
Aasgaard vestì la maglia dell'Åssiden.

### Nazionale
Conta una presenza per la Norvegia. Il 28 agosto 1960, infatti, fu schierato nella vittoria per 6-3 sulla Finlandia.